# Le Kiosque infos sida toxicomanie
Le Kiosque Infos Sida et Toxicomanie est une association loi de 1901 de prévention et de lutte contre le sida. Son but est de prévenir, écouter, orienter et informer les usagers sur des questions liées aux VIH/SIDA, aux IST, hépatites, à la contraception, la toxicomanie, les dépendances. Elle gère un local appelé Checkpoint Paris et auparavant Le Kiosque, situé 13 rue d’Alexandrie dans le 2e arrondissement de Paris.

## Histoire

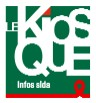
Ancien logo.

Le Kiosque Infos Sida et Toxicomanie est créée en novembre 1992 à l'initiative de l'Association des jeunes contre le sida (AJCS). L'inauguration est faite en présence de Lady Di et Line Renaud. En 1999, l'association fait partie des fondateurs de l'Union Nationale des Associations de Lutte contre le Sida (UNALS). En 2005, association rejoint le Groupe SOS.
Checkpoint est un relais du corps médical, institutionnel et associatif, antenne Centre de santé sexuelle d’approche communautaire (CSSAC) et Centre gratuit de dépistage et de diagnostic (CeGIDD) des hôpitaux Saint-Louis, Lariboisière et Fernand-Widal. Le centre est dédié en priorité aux personnes LGBT+ et TdS,,.